# Хімнасія і Есгріма де Жужуй
«Клуб Атлетіко Хімнасія і Есгріма де Жужуй» або просто «Хімнасія і Есгріма де Жужуй» (ісп. Club Atlético Gimnasia y Esgrima de Jujuy) — професіональний аргентинський футбольний клуб з міста Сан-Сальвадор-де-Жужуй, провінція Жужуй. Клуб засновано 1931 року, відомий, в першу чергу, завдяки своїй футбольній команді, яка виступає в Прімері Б Насьональ, другому дивізіоні чемпіонату Аргентини.
Одна з найвідоміших футбольних команду у Північно-західній Аргентині. Більшу частину власної історії виступала в другому дивізіоні чемпіонату Аргентини, але також і зіграла декілька сезонів в елітному дивізіоні аргентинського чемпіонату. Прімера Дивізіоні.

## Досягнення
- Прімера Б Насьональ
  -  Чемпіон (1): 1993/94

## Відомі гравці
До списку потрапили гравці, про яких існує стаття в українській вікіпедії
- Даріо Бенедетто
- Давід Бісконті
- Хосе Даніель Валенсія
- Хуліан Кмет
- Леопольдо Луке
- Франсіско Са
- Адріан Чорномаз
- Пабло Даніель Ескобар
- Карлос Моралес Сантос